# Žofie Karolína Braniborsko-Kulmbašská
Žofie Karolina Braniborsko-Kulmbašská (31. března 1705, Weferlingen – 7. června 1764, Kodaň) byla sňatkem kněžnou Východního Fríska.

## Život
Žofie Karolina se narodila jako nejmladší dcera Krstiána Jindřicha Braniborsko-Kulmbašského a jeho manželky Žofie Kristýny Wolfsteinské. V roce 1723 se jako osmnáctiletá provdala za o patnáct let staršího knížete Jiřího Albrechta z Východního Fríska.
V roce 1734 bezdětná kněžna ovdověla a v roce 1735 ji král Kristián VI., manžel její sestry Žofie Magdalény, pozval do Dánska. U dánského dvora se natrvalo usadila po roce 1740 a zůstala tam až do své smrti. Byla popisována jako okouzlující kráska a její sestra královna na ni údajně žárlila; věřilo se, že měla Žofie Karolina poměr se svým švagrem, to se však nikdy nepotvrdilo. V roce 1766 tyto fámy vedly k tomu, že se objevila žena jménem Anna Žofie Magdalena Frederika Ulrika, která tvrdila, že je dcerou Žofie Karoliny a krále Kristiána.
Žofie Karolina zemřela 7. června 1764 ve věku 59 let v Kodani.